# USA's håndboldlandshold (herrer)
USA's Herrehåndboldlandshold er det amerikanske landshold i håndbold for mænd som også deltager i internationale håndboldkonkurrencer. De reguleres af USA Team Handball.

## Resultater

### VM
- 1964: 15.- plads
- 1970: 16.- plads
- 1974: 16.- plads
- 1993: 16.- plads
- 1995: 21.- plads
- 2001: 24.- plads
- 2021: Trukket sig[1]
- 2023: 20.-plads
- 2025: 26.-plads

### Sommer-OL
- 1936: 6.- plads
- 1972: 14.- plads
- 1976: 10.- plads
- 1980: kvalificerede sig ikke
- 1984: 9.- plads
- 1988: 12.- plads
- 1992 : kvalificerede sig ikke
- 1996: 9.- plads
- 2000 til 2016: kvalificerede sig ikke

### Panamerikanske lege
- 1987:  Guld
- 1991:  Bronze
- 1995: 4.- plads
- 1999: 4.- plads
- 2003:  Bronze
- 2007: Kvalificerede sig ikke
- 2011: kvalificeret

### Panamerikamesterskabet
- 1979:  Bronze
- 1981:  Bronze
- 1983:  Sølv
- 1985:  Sølv
- 1989:  Bronze
- 1994:  Bronze
- 1996:  Bronze
- 1998: 4.-plads
- 2000: 4.-plads
- 2002: 4.-plads
- 2004: 8.-plads
- 2006: 4.-plads
- 2008: kvalificerede sig ikke
- 2010: kvalificerede sig ikke

## Kendte spillere
- Derrick Heath

## Eksterne henivsninger
- The USOC team handball page (engelsk)
- The national handball team (engelsk)